# Ivan Švarný
Ivan Švarný (* 30. října 1984, Nitra) je slovenský hokejový obránce. V současné době hraje v týmu HC Slovan Bratislava, který hraje KHL.

## Reprezentace
Statistiky reprezentace na Mistrovstvích světa a Olympijských hrách:
| Turnaj            | Místo konání                           | Z  | G | A | B | Umístění  | Soupisky         |
| ----------------- | -------------------------------------- | -- | - | - | - | --------- | ---------------- |
| MS 2009           | Švýcarsko (Bern, Kloten)               | 3  | 0 | 0 | 0 | 10. místo | Soupiska MS 2009 |
| MS 2013           | Švédsko a Finsko (Stockholm, Helsinky) | 4  | 0 | 0 | 0 | 8. místo  | Soupiska MS 2013 |
| MS 2014           | Bělorusko (Minsk)                      | 7  | 0 | 0 | 0 | 9. místo  | Soupiska MS 2014 |
| MS 2016           | Rusko (Moskva, Petrohrad)              | 7  | 0 | 2 | 2 | 9. místo  | Soupiska MS 2016 |
| Celkem na MS (4x) |                                        | 21 | 0 | 2 | 2 |           |                  |